# Condotiero

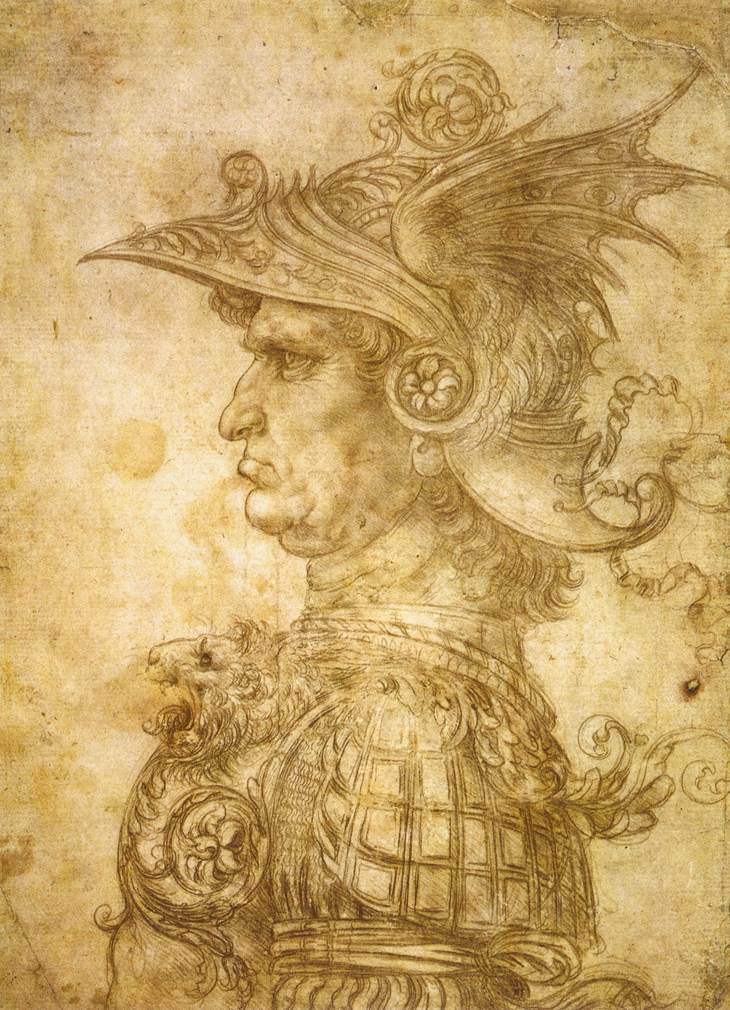
O Condotiero, desenho de Leonardo da Vinci

Condotiero (em italiano: condottiere; pl. condottieri) era um mercenário que controlava uma milícia, sobre a qual tinha comando ilimitado, e estabelecia contratos com qualquer Estado interessado em seus serviços. Entre o século XV e o XVI, as chamadas Companhias livres formaram verdadeiras escolas de guerra, que realizaram grandes progressos em termos de  estratégias e táticas militares. A maioria dos condotieros era italiana, mas não faltaram exemplos alemães, ingleses e de outros países europeus.
O nome condotiero vem de condotta (termo derivado do latim conducere, "conduzir"), que era o contrato estabelecido com um determinado governo, de modo que essas Grandes Compagnies servissem como suas  tropas mercenárias. Os condotieros surgiram em razão das rivalidades e constantes conflitos entre as cidades italianas. A partir da Idade Média até os séculos XIV e XV), eram frequentes os contratos com governos das cidades-estado, especialmente na Toscana, na Romanha, no Vêneto e na Úmbria. Como muitas dessas cidades proibiam seus cidadãos de pegar em armas, a solução era recorrer a mercenários que, a despeito dos contratos firmados, não hesitavam em trocar de lado, se o inimigo oferecesse maior soldo. 